# Gramatika latinskog jezika
Ovaj članak pruža podatke o gramatici i morfologiji latinskog jezika.

## Uvod
Latinski jezik spada u skupinu latinsko-faliskičkih jezika. Dobio je naziv po pokrajini Laciju (Latium), a govorili su ga Rimljani. Danas je to mrtvi jezik: nijedan narod svijeta ne koristi ga u svakodnevnoj komunikaciji, osim što se koristi u Vatikanu i većinom za vrijeme misa. Budući da se osim u rimskoj književnosti latinski jezik koristio i u srednjem vijeku, a i danas se koristi u medicini, veterini, agronomiji, pravu, to nikako nije zanemariv jezik. Romanski jezici (poznati i kao novolatinski jezici) podskupina su italskih jezika, posebno oni koji su se razvili iz dijalekata latinskog jezika, odnosno tzv. vulgarnog latinskog, latina vulgata, kojim su, nakon raspada Rimskog Carstva, govorili obični ljudi na prostoru današnje Italije, Portugala, Španjolske, Francuske i Rumunjske. Mnoge su riječi u navedenim jezicima latinskog podrijetla. I hrvatski, te primjerice engleski jezik, obiluju latinizmima - (latinskim posuđenicama i usvojenicama).

## Izgovor
Postoje dva načina izgovora: klasični i tradicionalni. Klasičnim izgovorom čitamo tekstove koji su nastali do propasti Zapadnog Rimskog Carstva (5. st.), a tradicionalnim sve tekstove koji su nastali nakon 5.st.n.e.

### Tradicionalni izgovor
- ae i oe čitaju se kao e
- i se ispred samoglasnika čita kao j
- c se ispred e, i, y, ae, oe čita kao c, a inače kao k
- ch se čita kao h, osim u iznimkama kao k npr. Christus [Kristus]
- ngu se pred suglasnikom čita kao ngv
- ph se čita kao f
- rh se čita kao r
- qu se čita kao kv
- th se čita kao t
- s se između samoglasnika čita kao z
- ti se pred vokalom, i kad je nenaglašen, čita kao ci, a ako slijedi iza s, t ili x, tada se čita kao ti
- x se čita kao ks/ gz
- y se čita kao i

### Klasični izgovor
Vrijede pravila kao i za tradicionalni s malenim iznimkama:
- c se čita kao k
- ae se čita kao aj
- oe se čita kao oj
- s se čita kao s
- ch se čita kao h
- rh se čita kao r
- th se čita kao t
- ph se čita kao f

## Vrste riječi
U latinskom jeziku postoji 9 vrsta riječi:
| Promjenjive: - Imenice - Pridjevi - Brojevi - Glagoli - Zamjenice |  | Nepromjenjive: - Prilozi - Prijedlozi - Veznici - Uzvici |

Kod promjenjivih vrsta riječi, imenice, brojevi i zamjenice sklanjaju se (dekliniraju), glagoli se sprežu (konjugiraju), dok se pridjevi i sklanjaju (dekliniraju) i kompariraju.

## Imenice
U latinskom jeziku postoji pet deklinacija:
- 1. ili a-deklinacija
- 2. ili o-deklinacija
- 3. deklinacija, za:
  - konsonantske osnove
  - i-osnove
- 4. ili u-deklinacija
- 5. ili e-deklinacija

Imenice se dekliniraju na sljedeći način:
- u 1., 4., 5. deklinaciji uklonimo karakteristični nastavak za nominativ jednine, te potom na tako dobivenu osnovu riječi dodajemo ostale nastavke
- u drugoj deklinaciji osnovu je moguće dobiti uklanjanjem karakterističnog nastavka za nominativ jednine, ali je lakše i praktičnije dobiti je uklonanjanjem nastavka za genitiv jednine jer je njegov nastavak, za razliku od onoga za nominativ jednine, isti u gotovo svim imenicama druge deklinacije.
- u trećoj deklinaciji osnova imenice dobije se tako da se od genitiva jednine odbaci karakterističan nastavak -is, te se na tu osnovu dodaju nastavci.

Npr. servus, -i, m. = rob. Nominativ jednine jest servus, uklonimo -us i dobijemo serv-, te na tu osnovu dodajemo ostale nastavke: genitiv jednine glasi servi, dativ glasi servo itd.
Imenice se u rječniku navode u sljedećem obliku:
amicus, -i, m.
Amicus je oblik za nominativ jednine, -i je nastavak za genitiv jednine (te po ta dva oblika nedvosmisleno znamo kako se imenica deklinira), a m. je oznaka roda. Rod može biti m. (masculinum, muški rod), f. (femininum, ženski rod) i n. (neutrum, srednji rod).

### 1. ili a-deklinacija
Imenice su većinom ženskog roda zbog čega se ova deklinacija još naziva i ženskom deklinacijom. Izuzeci su imenice koje označavaju mušku osobu, npr. agricola, ae, m. - ratar; pharmaceuta, ae, m. - apotekar, farmaceut;  nauta, ae, m. - mornar; Croata, ae, m. - Hrvat.
| -a \| padež \| jednina \| množina \| \| ----- \| ------- \| ------- \| \| N \| -a \| -ae \| \| G \| -ae \| -arum \| \| D \| -ae \| -is \| \| A \| -am \| -as \| \| V \| -a \| -ae \| \| Ab \| -ā \| -is \| |         |         |
| padež | jednina | množina |
| N | -a      | -ae     |
| G | -ae     | -arum   |
| D | -ae     | -is     |
| A | -am     | -as     |
| V | -a      | -ae     |
| Ab | -ā      | -is     |

### 2. ili o-deklinacija
U drugoj deklinaciji imenice su većinom muškog (masculinum) ili srednjeg (neutrum) roda. Imenice koje završavaju na -us (npr. populus) su gotovo uvijek muškog roda dok su one na -er (npr. paediater) uvijek muškog roda. Sve imenice koje završavaju na -um (npr. oppidum) su srednjeg roda.
Imenice 2. deklinacije možemo podijeliti na tri podgrupe:
- I -us (masculinum)
- II -er (masculinum)
- III -um (neutrum)

Imenice virus (otrov), vulgus (svjetina) i pelagus (more) srednjeg su roda, iako u nominativu jednine završavaju na -us. Kod tih imenica nastavak za akuzativ jednine je -us. Imenice na -us mogu biti i ženskog roda kao humus (zemlja).
| padež | jednina | množina |
| ----- | ------- | ------- |
| N     | -us     | -i      |
| G     | -i      | -orum   |
| D     | -o      | -is     |
| A     | -um     | -os     |
| V     | -e      | -i      |
| Ab    | -o      | -is     |

| padež | jednina | množina |
| ----- | ------- | ------- |
| N     | -er     | -i      |
| G     | -i      | -orum   |
| D     | -o      | -is     |
| A     | -um     | -os     |
| V     | -/      | -i      |
| Ab    | -o      | -is     |

| padež | jednina | množina |
| ----- | ------- | ------- |
| N     | -um     | -a      |
| G     | -i      | -orum   |
| D     | -o      | -is     |
| A     | -um     | -a      |
| V     | -um     | -a      |
| Ab    | -o      | -is     |

### 3. deklinacija
Ovoj deklinaciji pripadaju one imenice kojima osnova završava ili na suglasnik (to su tzv. konsonantske osnove) ili na samoglasnik i (tzv. i-osnove).
Osnova imenica dobije se tako da od genitiva jednine odbacimo karakterističan nastavak, a u trećoj deklinaciji to je -is.
U ovoj deklinaciji zastupljene su imenice sva tri roda.
Uobičajeni završeci imenica muškog roda u nominativu i genitivu jednine su:
-or, -oris; -os, -oris; -o, -onis; -es, -itis; -ex, -icis; -x, -cis; -x, -gis
Imenice ženskog roda obično završavaju na:
 -io, -ionis; -do, -dinis; -go, -ginis; -as, -atis; -us, -utis; -us, -udis; -x, -cis; -x, -gis
Imenice srednjeg roda najčešće završavaju na:
-en, -inis; -us, -eris; -us, -oris.
I-osnovama pripadaju:
- jednakosložne imenice, tj. one imenice koje u nominativu i genitivu jednine imaju jednak broj slogova, npr. civis, -is, m.
- imenice koje ispred nastavka -is u genitivu jednine imaju dva ili više suglasnika, npr. ars, artis, f.
- imenice srednjeg roda koje u nominativu jednine završavaju na -e, -al ili -ar, npr. mare, -is, n.

| padež | jednina | množina |
| ----- | ------- | ------- |
| N     | -/      | -es     |
| G     | -is     | -(i)um* |
| D     | -i      | -ibus   |
| A     | -em     | -es     |
| V     | -/      | -es     |
| Ab    | -e      | -ibus   |

* Imenice muškog i ženskog roda i-osnova razlikuju se od imenica muškog i ženskog roda konsonantskih osnova samo u genitivu množine, koji završava na -ium, a ne na -um.
** oblik nominativa u rječniku je posebno označen.
primjer: imenica vox,-cis,f.
nominativ: vox
osnova imenice: voc-  (dobije se tako da se makne genitivni nastavak -IS)
deklinacija
| vox   | voces   |
| vocis | vocum   |
| voci  | vocibus |
| vocem | voces   |
| vox   | voces   |
| voce  | vocibus |

| padež | jednina | množina |
| ----- | ------- | ------- |
| N     | -/      | -a*     |
| G     | -is     | -(i)um* |
| D     | -i      | -ibus   |
| A     | -/      | -a*     |
| V     | -/      | -a*     |
| Ab    | -i/e    | -ibus   |

- Imenice srednjeg roda i-osnova imaju u ablativu jednine -i (a ne -e), u genitivu množine -ium (a ne -um), a u nominativu, akuzativu i vokativu množine završavaju na -ia (a ne na -a):

### 4. ili u-deklinacija
U genitivu jednine imenice ove deklinacije završavaju na -us. U nominativu jednine imenice muškog roda završavaju na -us, a srednjeg na -u. Imenice ženskog roda u ovoj su deklinaciji rijetke.
Primjeri: cantus, -us, m. - pjesma; manus, -us, f. - ruka, šaka; genu, -us, n. - koljeno.
| padež | jednina | množina |
| ----- | ------- | ------- |
| N     | -us     | -us     |
| G     | -us     | -uum    |
| D     | -ui     | -ibus   |
| A     | -um     | -us     |
| V     | -us     | -us     |
| Ab    | -u      | -ibus   |

| padež | jednina | množina |
| ----- | ------- | ------- |
| N     | -u      | -ua     |
| G     | -us     | -uum    |
| D     | -u      | -ibus   |
| A     | -u      | -ua     |
| V     | -u      | -ua     |
| Ab    | -u      | -ibus   |

### 5. ili e-deklinacija
Imenice ove deklinacije pretežno su ženskog roda, jedino su dies,ei,m dan i meridies,ei,m podne muškoga roda, imenica dies može biti i ženskog roda kada znači određeni rok. Relativno su malobrojne, a neke nemaju oblike za sve padeže. Samo dies i res stvar imaju potpunu množinu, a neke imenice imaju samo n,a,v množine.
| padež | jednina | množina |
| ----- | ------- | ------- |
| N     | -es     | -es     |
| G     | -ei     | -erum   |
| D     | -ei     | -ebus   |
| A     | -em     | -es     |
| V     | -es     | -es     |
| Ab    | -e      | -ebus   |

## Glagoli
Glagoli se u latinskom konjugiraju i upravo su po načinu konjugacije podijeljeni na 5 grupa:
- I-a konjugacija -āre
- II-e konjugacija -ēre
- III-konsonantska konjugacija -ĕre
- III-io konjugacija -ĕre *
- IV-i konjugacija -īre

Isto tako latinski glagoli, kao i hrvatski, imaju prošla, sadašnje i buduća vremena, ali i načine i stanja.
No, glagoli se, kao i latinske imenice, predstavljaju. I to tako da se napiše u 1. licu sg., broj konjugacije (arapskim, ne rimskim brojem), i značenje. A čita se 1. lice sg., infinitiv i značenje.
Infinitiv se tvori tako da se iz zadanog 1. lica sg. makne -O i doda jedan od gore navedenih nastavaka.
```
npr. amo, 1.=voljeti
  č. amo, amāre, voljeti

     lego, 3.=čitati
  č. lego, legĕre, čitati
```

```
*Glagoli III-io konjugacije se predstavljaju kao glagoli III-kons. 
(npr. capio, 3.=oteti,
 
 
zgrabiti [č. capio, capěre=oteti, zgrabiti])
, a konjugiraju se po nastavcima za IV-i konjugaciju
 
[capio, capis, capit, capĭmus, capĭtis, capiunt])
```

#### Glagol biti
Glagol biti se na latinskom predstavlja sum, esse, fuī gdje:
- sum označava 1. lice sg. indikativa prezenta aktivnog (jesam)
- esse označava infinitiv (biti)
- fuī označava 1. lice sg. indikativa perfekta aktivnog (bio sam)

#### Indikativ prezenta aktivnog
| lice | jednina | množina |
| ---- | ------- | ------- |
| 1.   | –ō, –m  | -mus    |
| 2.   | -s      | -tis    |
| 3.   | -t      | -nt     |

Ovi nastavci se dodaju na prezentsku osnovu koja se dobije tako da se u I-a, II-e i IV-i konjugaciji u infinitivu makne nastavak -re, a u III-kons. i III-io se miče čitav -ĕre.
U III-kons. konjugaciji između prezentske osnove i nastavaka dodaju se tematski vokali:
- -i- (u 2. i 3. licu jednine te u 1. i 2. licu množine)
- -u- (u 3. licu množine)

```
 npr.  
lego, 3.=čitati

       • lego
       • leg
i
s
       • leg
i
t
      
       • leg
ĭ
mus
       • leg
ĭ
tis
       • leg
u
nt
```

U III-io i IV-i konjugaciji između prezentske osnove i nastavaka također se dodaju tematski vokali:
- -u- (u 3. licu množine)

```
 npr.  
capio, 3.=oteti, zgrabiti, uzeti
  |  
punio, 4.=kazniti

       • capio    ||  punio
       • capis    ||  punis
       • capit    ||  punit
      
       • capĭmus  ||  punimus
       • capĭtis  ||  punitis
       • capi
u
nt  ||  puni
u
nt
```

|      | Glagol biti |         |
| lice | jednina     | množina |
| 1.   | sŭm         | sŭmus   |
| 2.   | ĕs          | estis   |
| 3.   | est         | sunt    |

#### Imperativ I.
| lice   | I-a | II-e | III-kons. | III-io | IV-i |
| ------ | --- | ---- | --------- | ------ | ---- |
| 2. sg. | -ø  | -ø   | -ĕ        | -ĕ     | -ø   |
| 2. pl. | -tĕ | -tĕ  | -tĕ       | -itĕ   | -itĕ |

Imperativ I. je blaži zapovjedni način, koristi se u književnim djelima. U imperativu I. latinskoga jezika postoje samo 2 lica: 2. lice jednine (singulara/sg.) i 2. lice množine (plurala/pl.). Imperativ I. tvori se na sljedeći način:
- Singular
  - U I-a, II-e i IV-i konjugaciji 2. lice sg. jednako je prezentskoj osnovi   [npr. amā! (voli!) | habē! (imaj!) | punī! (kazni!)]
  - U III-kons. i III-io konjugaciji na prezentsku osnovu dodaje se tematski vokal -ĕ   [npr. legĕ! (čitaj!) | fugĕ! (bježi!)]

- Plural
  - U I-a, II-e i IV-i konjugaciji na 2. lice sg. dodaje se nastavak -tĕ [npr. amātĕ! (volite!) | habētĕ! (imajte!) | punītĕ! (kaznite!)]
  - U III-kons. i III-io konjugaciji na prezentsku osnovu dodaje se tematski vokal -ĭ- te nastavak -tĕ [npr. legĭtĕ! (čitajte!) | fugĭtĕ! (bježite!)]

|      | Glagol biti |         |
| lice | jednina     | množina |
| 2.   | es          | este    |

#### Indikativ imperfekta aktivnog
| lice | jednina | množina |
| ---- | ------- | ------- |
| 1.   | -bam    | -bamus  |
| 2.   | -bas    | -batis  |
| 3.   | -bat    | -bant   |

Indikativ imperfekta aktivnog tvori se na isti način kao i indikativ prezenta aktivnog, samo s ovim nastavcima. Kroz sve konjugacije ovi nastavci izgledaju ovako:
| I-a   | II-e  | III-kons. | III-io | IV-i   |
| ----- | ----- | --------- | ------ | ------ |
| -abam | -ebam | -ebam     | -iebam | -iebam |

```
npr.      
amo, 1.     lego, 3.     punio, 4.

   1. sg. amabam      legebam      puniebam
   2. sg. amabas      legebas      puniebas
   3. sg. amabat      legebat      puniebat
   1. pl. amabamus    legebamus    puniebamus
   2. pl. amabatis    legebatis    puniebatis
   3. pl. amabant     legebant     puniebant
```

|      | Glagol biti |         |
| lice | jednina     | množina |
| 1.   | eram        | eramus  |
| 2.   | eras        | eratis  |
| 3.   | erat        | erant   |

#### Imperativ II.
Imperativ II. koristi se u službenim spisima i dokumentima. Postoje četiri lica: 2. sg., 3. sg., 2. pl. i 3. pl.
| lice   | I-a   | II-e  | III-kons. | III-io | IV-i  |
| ------ | ----- | ----- | --------- | ------ | ----- |
| 2. sg. | -to   | -to   | -ito      | -to    | -to   |
| 3. sg. | -to   | -to   | -ito      | -to    | -to   |
| 2. pl. | -tote | -tote | -itote    | -tote  | -tote |
| 3. pl. | -nto  | -nto  | -unto     | -unto  | -unto |

```
npr.      
amo, 1.
           
capio, 3.

   2.sg.  amato             capito
   3.sg.  amato             capito

   2.pl.  amatote           capitote
   3.pl.  amanto            capiunto
```

|      | Glagol biti |         |
| lice | jednina     | množina |
| 2.   | esto        | estote  |
| 3.   | esto        | sunto   |

## Pridjevi
Latinski se pridjevi dijele na dvije skupine:
- pridjevi koji se dekliniraju po a-deklinaciji (u ženskom rodu) odnosno o-deklinaciji (u muškom i srednjem rodu). U rječniku uz njih stoji oznaka 3. Primjer: altus, 3 čita se "altus, alta, altum"

- pridjevi treće deklinacije. Oni pripadaju i-osnovama. Sa svoje strane, oni se opet dijele na tri skupine, ovisno o broju oblika u nominativu jednine. Tako postoje:
  - pridjevi s 3 završetka: pridjev u nominativu jednine ima za svaki rod poseban oblik. Primjer: celeber, -bris, -bre - pritom je celeber oblik za nominativ jednine muškog roda; celebris ženskog roda, a celebre srednjeg. Genitiv jednine za sva tri roda je predvidljiv: celebris.
  - pridjevi s 2 završetka: pridjev u nominativu jednine ima jedan oblik za muški i ženski rod, a drugi oblik za srednji rod. Primjer: omnis, -e - pritom je omnis oblik za nominativ jednine muškog i ženskog roda, a omne srednjeg. Genitiv jednine za sva tri roda je predvidljiv: omnis.
  - pridjevi s jednim završetkom: pridjev u nominativu jednine ima isti oblik za sva tri roda. Rječnička oznaka koja slijedi upućuje na genitiv jednine. Primjer: audax, -acis - pri čemu je audax nominativ jednine sva tri roda, a audacis genitiv jednine za sva tri roda.

### Deklinacija pridjeva
Pridjevi a i o deklinacije dekliniraju se kao i imenice tih deklinacija.
Pridjevi treće deklinacije dekliniraju se:
Singular
- N -er,-ris,-re;-is,-e;različito;

- G -is

- D -i

- A -em (m,f); =N (n)

- V = N
- AB -i

Plural
- n -es(m,f);-ia(n)

- g -ium

- d -ibus

- ak = n

- v = n

- ab -ibus

## Zamjenice
Zamjenice se djele na: 
- osobne
- posvojne
- povratne
- pokazne
- upitne
- odnosne
- neodređene

Zamjenice za prva lica nemaju vokativ.

### Osobne (lične) zamjenice
U latinskom postoje osobne zamjenice za 1. i 2. lice sg. i pl. ,treća lica nadomještaju se pokaznom zamjenicom.
|                     | Prvo lice               | Prvo lice                      | Drugo lice              | Drugo lice                     |
| ego, meī ja m. i f. | nōs, nostrum mi m. i f. | tū, tuī ti m. i f.             | vōs, vestrum vi m. i f. |                                |
| Singular            | Plural                  | Singular                       | Plural                  |                                |
| ------------------- | ----------------------- | ------------------------------ | ----------------------- | ------------------------------ |
| Nominativ           | ego                     | nōs                            | tū                      | vōs                            |
| Genitiv             | meī                     | nostrī ili nostrum1            | tuī                     | vestrī ili vestrum1            |
| Dativ               | mihi                    | nōbīs                          | tibi                    | vōbīs                          |
| Akuzativ            | mē                      | nōs                            | tē                      | vōs                            |
| Vokativ             | -                       | -                              | -                       | -                              |
| Ablativ             | (a) me/mecum (cum me)   | (a) nōbīs/nobiscum (cum nobis) | (a) tē/tecum (cum te)   | (a) vōbīs/vobiscum (cum vobis) |

1—oblici nostrum i vestrum koriste se samo u značenju «od nas», to jest «od vas» 

### Upitna zamjenica
Upitna zamjenica »tko?,što?« u latinskom jeziku glasi quĭs?, quĭd? i ima, kao i u hrvatskom jeziku, samo jedninu.
| padež     | za živo | za neživo |
| --------- | ------- | --------- |
| Nominativ | quĭs    | quĭd      |
| Genitiv   | cūius   | cūius     |
| Dativ     | cui     | cui       |
| Akuzativ  | quĕm    | quĭd      |
| Vokativ   | -       | -         |
| Ablativ   | quō     | quare     |

### Povratna zamjenica
Povratna zamjenica u latinskom jeziku ima samo jedninu i nema nominativ i vokativ.
| Nominativ | -                 |
| Genitiv   | sui               |
| Dativ     | sibi              |
| Akuzativ  | sē                |
| Vokativ   | -                 |
| Ablativ   | sē\secum (cum se) |

### Odnosne zamjenice
|           | quī, quae, quod koji, koja, koje | quī, quae, quod koji, koja, koje | quī, quae, quod koji, koja, koje | quī, quae, quod koji, koja, koje | quī, quae, quod koji, koja, koje | quī, quae, quod koji, koja, koje |
| m.        | m.                               | f.                               | f.                               | n.                               | n.                               |                                  |
| Singular  | Plural                           | Singular                         | Plural                           | Singular                         | Plural                           |                                  |
| --------- | -------------------------------- | -------------------------------- | -------------------------------- | -------------------------------- | -------------------------------- | -------------------------------- |
| Nominativ | quī                              | quī                              | quae                             | quae                             | quod                             | quae                             |
| Genitiv   | cūius1                           | quōrum1                          | cūius1                           | quārum1                          | cūius1                           | quōrum1                          |
| Dativ     | cui                              | quibus                           | cui                              | quibus                           | cui                              | quibus                           |
| Akuzativ  | quem                             | quōs                             | quam                             | quās                             | quod                             | quae                             |
| Vokativ   | -                                | -                                | -                                | -                                | -                                | -                                |
| Ablativ   | quō                              | quibus                           | quā                              | quibus                           | quō                              | quibus                           |

1—oblici genitiva jednine i množine nerijetko imaju posvojno značenje čiji, čija, čije

### Pokazne zamjenice
Pokazne zamjenice u latinskom jeziku su sljedeće:
1. hĭc, haec, hŏc ovaj, ova, ovo
2. iste, ista, istud taj, ta, to
3. ille, illa, illud onaj, ona, ono
4. ĭs, ea, ĭd on(aj), ona, ono
5. īdem, eădem, ĭdem isti, ista, isto
6. ipse, ipsa, ipsum sâm, sama, samo

Pokazne zamjenice u svojoj deklinaciji pokazuju neke osobitosti: genitiv i dativ singulara te dativ i ablativ plurala imaju iste oblike za sva tri roda, u genitivu singulara imaju nastavak -ius a u dativu -i.
|           | hĭc, haec, hŏc | hĭc, haec, hŏc | hĭc, haec, hŏc | hĭc, haec, hŏc | hĭc, haec, hŏc | hĭc, haec, hŏc |
| m.        | m.             | f.             | f.             | n.             | n.             |                |
| Singular  | Plural         | Singular       | Plural         | Singular       | Plural         |                |
| --------- | -------------- | -------------- | -------------- | -------------- | -------------- | -------------- |
| Nominativ | hĭc            | hī             | haec           | hae            | hŏc            | haec           |
| Genitiv   | hūius          | hōrum          | hūius          | hārum          | hūius          | hōrum          |
| Dativ     | huic           | hīs            | huic           | hīs            | huic           | hīs            |
| Akuzativ  | hunc           | hōs            | hanc           | hās            | hoc            | haec           |
| Vokativ   | -              | -              | -              | -              | -              | -              |
| Ablativ   | hōc            | hīs            | hāc            | hīs            | hōc            | hīs            |

|           | iste, ista, istud | iste, ista, istud | iste, ista, istud | iste, ista, istud | iste, ista, istud | iste, ista, istud |
| m.        | m.                | f.                | f.                | n.                | n.                |                   |
| Singular  | Plural            | Singular          | Plural            | Singular          | Plural            |                   |
| --------- | ----------------- | ----------------- | ----------------- | ----------------- | ----------------- | ----------------- |
| Nominativ | iste              | istī              | ista              | istae             | istud             | istă              |
| Genitiv   | istīus            | istōrum           | istīus            | istārum           | istīus            | istōrum           |
| Dativ     | istī              | istīs             | istī              | istīs             | istī              | istīs             |
| Akuzativ  | istum             | istōs             | istam             | istās             | istud             | istă              |
| Vokativ   | -                 | -                 | -                 | -                 | -                 | -                 |
| Ablativ   | istō              | istīs             | istā              | istīs             | istō              | istīs             |

|           | ille, illa, illud | ille, illa, illud | ille, illa, illud | ille, illa, illud | ille, illa, illud | ille, illa, illud |
| m.        | m.                | f.                | f.                | n.                | n.                |                   |
| Singular  | Plural            | Singular          | Plural            | Singular          | Plural            |                   |
| --------- | ----------------- | ----------------- | ----------------- | ----------------- | ----------------- | ----------------- |
| Nominativ | ille              | illī              | illa              | illae             | illud             | illă              |
| Genitiv   | illīus            | illōrum           | illīus            | illārum           | illīus            | illōrum           |
| Dativ     | illī              | illīs             | illī              | illīs             | illī              | illīs             |
| Akuzativ  | illum             | illōs             | illam             | illās             | illud             | illă              |
| Vokativ   | -                 | -                 | -                 | -                 | -                 | -                 |
| Ablativ   | illō              | illīs             | illā              | illīs             | illō              | illīs             |

|           | ĭs, ea, ĭd | ĭs, ea, ĭd | ĭs, ea, ĭd | ĭs, ea, ĭd | ĭs, ea, ĭd | ĭs, ea, ĭd |
| m.        | m.         | f.         | f.         | n.         | n.         |            |
| Singular  | Plural     | Singular   | Plural     | Singular   | Plural     |            |
| --------- | ---------- | ---------- | ---------- | ---------- | ---------- | ---------- |
| Nominativ | ĭs         | ii(ei)     | ea         | eae        | ĭd         | ea         |
| Genitiv   | ēius       | eōrum      | ēius       | eārum      | ēius       | eōrum      |
| Dativ     | ei         | eis(iis)   | ei         | eis(iis)   | ei         | eis(iis)   |
| Akuzativ  | eum        | eos        | eam        | eas        | ĭd         | ea         |
| Vokativ   | -          | -          | -          | -          | -          | -          |
| Ablativ   | eō         | eis(iis)   | eā         | eis(iis)   | eō         | eis(iis)   |

|           | īdem, eădem, ĭdem1 | īdem, eădem, ĭdem1 | īdem, eădem, ĭdem1 | īdem, eădem, ĭdem1 | īdem, eădem, ĭdem1 | īdem, eădem, ĭdem1 |
| m.        | m.                 | f.                 | f.                 | n.                 | n.                 |                    |
| Singular  | Plural             | Singular           | Plural             | Singular           | Plural             |                    |
| --------- | ------------------ | ------------------ | ------------------ | ------------------ | ------------------ | ------------------ |
| Nominativ | īdem               | īdem               | eădem              | eaedem             | ĭdem               | eădem              |
| Genitiv   | eiusdem            | eorundem           | eiusdem            | earundem           | eiusdem            | eorundem           |
| Dativ     | eĭdem              | eisdem(īsdem)      | eĭdem              | eisdem(īsdem)      | eĭdem              | eisdem(īsdem)      |
| Akuzativ  | eundem             | eosdem             | eandem             | easdem             | ĭdem               | eadem              |
| Vokativ   | -                  | -                  | -                  | -                  | -                  | -                  |
| Ablativ   | eōdem              | eisdem(īsdem)      | eādem              | eisdem(īsdem)      | eōdem              | eisdem(īsdem)      |

1—na isti se način deklinira i zamjenica ipse, ipsa, ipsum

## Glagolske imenice

### Supin
U latinskom postoje dva oblika supina. Nastali su od akuzativa i dativa ili ablativa glagolske imenice četvrte deklinacije. Oblik u akuzativu je četvrti osnovni dio glagola koji se navodi u rječniku (od gl. amo,1. amavi,amatum, amatum je supin), po obliku je jednak akuzativu jednine srednjeg roda participa perfekta pasivnog, dakle završava na -um. 
Koristi se samo s glagolima kretanja i označava namjeru, prevodi se infinitivom ili namjernom rečenicom (da pobjedi,da ...). Na primjer, "Gladiatores adfuerunt pugnatum"  
na latinskom znači: "Gladijatori su došli da se bore" ili "Gladijatori su došli boriti se", "I dormitum!" znači "Idi spavati". 
Drugi oblik supina koristi se s pridjevima i nekim izrazima s glagolom esse (fas est,nefas est...). Nastao je od dativa svrhe dativus finalis ili od ablativa obzira (odgovara na pitanje: s obzirom na što).
Najjednostavnije rečeno tvori se tako da od supina na -um odbacimo završno -m i produljimo "u". Prevodi se infinitivom.
Primjeri: "Multae res faciles sunt dictu, difficiles sunt factu". (dictu i factu su supini)-"Mnoge stvari su lagane za reći, a teške su za napraviti.". "Horribile visu est"-" Strašno (je) za vidjeti".

## Brojevi
Neki brojevi se dekliniraju, neki ne.
Dekliniraju se: 1,2,3,200,300,400,500,600,700,800,900,2000,3000,...(tisućice)
Ostali brojevi se ne dekliniraju.
| padež       | 1                | 2                      | 3          |
| ----------- | ---------------- | ---------------------- | ---------- |
| nominativus | unus, una, unum  | duo, duae, duo         | tres, tria |
| genitivus   | unius            | duorum, duarum, duorum | trium      |
| dativus     | uni              | duobus, duabus, duobus | tribus     |
| accusativus | unum, unam, unum | duo(s), duas, duo      | tres, tria |
| ablativus   | uno, una, uno    | duobus, duabus, duobus | tribus     |

## Poveznice
- Pravopis latinskog jezika